# يان غراي (لاعب كرة قدم)
يان غراي (بالإنجليزية: Ian Gray)‏ (25 فبراير 1975 بمانشستر في المملكة المتحدة - ) هو لاعب كرة قدم بريطاني في مركز حراسة المرمى. لعب مع أولدهام أثلتيك وستوكبورت كونتي ونادي روتشديل ونادي روذرهام يونايتد وهدرسفيلد تاون.

## وصلات خارجية
- يان غراي على موقع قاعدة بيانات كرة القدم.إي يو (الإنجليزية)
- يان غراي على موقع Soccerbase.com (لاعب) (الإنجليزية)